# Medaglia per i 50 anni di suolo vergine
La medaglia per i 50 anni di suolo vergine è un premio statale del Kazakistan.

## Storia
La medaglia è stata istituita nel 2005.

## Assegnazione
La medaglia viene assegnata ai cittadini kazaki e stranieri che hanno dato un contributo significativo allo sviluppo delle terre vergini incolte e allo sviluppo agricolo del paese.

## Insegne
- La  medaglia è di ottone. Il dritto raffigura un sole che sorge su un campo con delle mietitrebbie. La figura è circondata da alcune spighe. Nel rovescio troviamo l'iscrizione "Kazakhstan Respublikasy Tyңғa zhyl 50" circondata da rami di alloro.
- Il  nastro è azzurro con un doppio bordo giallo e verde oliva.